# Discarica di Montesarchio
La discarica di Montesarchio è stato un sito di raccolta della frazione secca non riciclabile dei rifiuti solidi urbani in località “Tre ponti” presso Montesarchio nella Provincia di Benevento.

## Descrizione
L'area di cava, utilizzata in precedenza per l'attività estrattiva di argilla, è stata destinata al conferimento ed autorizzata con ordinanza del Commissariato di governo del 10 aprile 2006 n. 118 ed è stata monitorata dai tecnici dei servizi territoriali dell'Agenzia regionale per il recupero ambientale della Campania (Arpac) e del Servizio Emergenze Ambientali (Seam), sia nelle fasi di cantiere che durante le attività di conferimento. Dopo la chiusura dell'impianto al conferimento dei rifiuti, sono stati effettuati sopralluoghi periodici di verifica dello sotto dei luoghi e sono proseguiti i controlli nell'ambito del “Progetto di monitoraggio delle matrici ambientali” con prelievo di campioni dai pozzi spia, dalle acque superficiali dai torrenti limitrofi e dalle acque sotterranee dei pozzi privati. Inoltre durante il periodo di conferimento sono stati effettuati campionamenti di rifiuti.